# Ingvild Burkey
Ingvild Burkey, född 22 februari 1967, är en norsk författare.
Burkey debuterade 1994 med diktsamlingen Torden i søvne, följd 1997 av romanen Falsk pike och 2002 prosatextsamlingen Intervju med den hjemvendte helten. 
Burkey studerade statsvetenskap vid Yale University har arbetat i flera afrikanska länder, bland annat Uganda, Sydafrika, Rwanda och Zimbabwe. Från 1997 till 2000 var hon människorättsobservatör för OSSE i Bosnien, vilket framkommer i hennes prosasamling Intervju med den hjemvendte helten från 2002.